# Lostprophets
Lostprophets war eine britische Rockband aus Pontypridd, Wales.

## Geschichte

### Frühe Jahre undThe Fake Sound of Progress(1997–2002)
Gegründet wurde Lostprophets 1997 in Pontypridd nahe der walisischen Hauptstadt Cardiff mit dem Sänger Ian Watkins und den Gitarristen Mike Lewis, Lee Gaze und Mike Chiplin, der später zum Schlagzeuger wurde.
Sie waren bedeutender Bestandteil der gerade aufkommenden Südwaliser Hardcore-Szene und begannen ihre Karriere mit zahlreichen Festival-Auftritten. Bis sie ihren eigenen Stil fanden, experimentierten sie auf ihren Demos mit verschiedenen Instrumenten und Soundvarianten. Ihr erstes Demo hieß Here Comes the Party. Es folgten Para Todas Las Putas Celosas und The Fake Sound of Progress.
Bald wurde das Musikmagazin Kerrang! auf sie aufmerksam und man bot ihnen an, in einer Show des Magazins in London aufzutreten. Dort schlug ihnen das Musiklabel Visible Noise die Veröffentlichung einer gemeinsamen Single vor.
1999 stieß der Bassist Stuart Richardson zu ihnen, und die Band begann, an ihrem ersten Album zu arbeiten. Im Februar 2000 wurde der Vertrag mit Visible Noise unterzeichnet und im Juli kam das Album The Fake Sound of Progress in die Läden, das in weniger als zwei Wochen und für weniger als 5000 £ aufgenommen worden war. Noch während der Aufnahmen kam Jamie Oliver zu der Band. 2002 traten die Lostprophets als Vorgruppe für Rockgrößen wie Linkin Park und Deftones auf. Im selben Jahr folgte eine große Festival-Tournee, bei der die Band unter anderem beim Ozzfest, in Glastonbury und beim Reading and Leeds Festival auftrat.

### Start Something(2003–2004)
Nach der Promotion-Tour für The Fake Sound of Progress wurde eine kurze Kreativpause eingelegt, um am nächsten Album arbeiten zu können. Von März bis September 2003 liefen die Aufnahmen in den Bigfoot Studios in Los Angeles, diesmal mit Produzent Eric Valentine, der bereits mit Good Charlotte und Queens of the Stone Age zusammenarbeitete. Die erste Singleauskopplung des neuen Albums Start Something war Burn Burn, die massive Kritik ertragen musste, da das Lied Ähnlichkeiten mit dem Titel Mother Mary von Far aufweist. Kurz nach Veröffentlichung der Single sollten das Album und die Tour folgen, doch die Band sah sich gezwungen, beides zu verschieben, da das Album erst halb fertig war, als sie das Studio verlassen mussten. Schließlich wurde Start Something am 2. Februar 2004 veröffentlicht und erreichte Platz vier der britischen Album Charts. Die zweite Single war Last Train Home.
Die darauf folgende Tour führte sie sogar in die USA und für das Big-Day Out-Festival nach Australien. Der Höhepunkt der Tour war eine komplett ausverkaufte Show am 11. November 2004 in der Cardiff International Arena.

### Liberation Transmission(2005–2007)
Im Juni 2005 beschloss Mike Chiplin die Band zu verlassen, um einen anderen musikalischen Weg einzuschlagen, während sich die anderen Bandmitglieder mit dem nächsten Album beschäftigten. Wie zuvor bei Start Something wurden die Demos für das Album in Großbritannien aufgenommen und das Album in den USA fertiggestellt. Für die Aufnahmen saß Josh Freese von A Perfect Circle an den Drums, bis schließlich der damals 17-jährige Ilan Rubin den Part übernahm. Die erste Single aus dem Album Liberation Transmission war Rooftops. Liberation Transmission wurde am 26. Juli 2006 veröffentlicht und erreichte prompt und als erstes Lostprophets-Album die Spitze der UK Album Charts. Im selben Jahr gewannen Lostprophets bei den Kerrang! Awards die Auszeichnungen für Best Album und Best British Band. Im Dezember erschien die zweite Singleauskopplung Can’t Catch Tomorrow (Good Shoes Won’t Save You This Time). 4 AM forever folgte 2007.

### The Betrayed(2007–2010)
2007 begannen Lostprophets mit den Aufnahmen für ihr viertes Studioalbum The Betrayed, woran sie zusammen mit dem Produzenten John Feldmann arbeiteten. Da sie mit dem Ergebnis aber nicht vollkommen zufrieden waren, entschlossen sie sich, zu Produzent Bob Rock, der bereits Liberation Transmission produziert hatte, zu wechseln. Aufgrund von Terminschwierigkeiten aber funktionierte auch dieser Plan nicht, sodass die Band die Entscheidung traf, das Album in Eigenregie zu produzieren. Das Erscheinungsdatum des Albums war im Januar 2010, die erste Singleauskopplung It’s Not the End of the World erschien am 12. Oktober 2009.
Ende 2008 verließ der Schlagzeuger Rubin die Band und wurde Mitglied der Nine Inch Nails, er wurde durch Luke Johnson ersetzt.

### Weaponsund Auflösung (2010–2013)
Anfang 2011 begannen die Arbeiten am fünften Album. Für dieses Album mit dem Namen Weapons verließen sie ihr Plattenlabel Visible Noise und wechselten zu Epic Records. Vor der Veröffentlichung des Albums traten Lostprophets beim Soundwave-Festival in Australien auf und tourten anschließend zwei Monate durch Großbritannien, um das Album zu promoten. Unterstützt wurden sie auf dieser Tour von der Dubstep-Formation Modestep als Vorgruppe. Die erste Single des Albums trug den Namen Bring 'Em Down und erschien im Februar 2012. Für die Veröffentlichung des Albums in den USA unterzeichnete die Band einen Plattenvertrag mit dem Rocklabel Fearless Records.
Ende 2012 jedoch wurde Sänger Watkins wegen Verdachts der sexuellen Belästigung Minderjähriger sowie des Besitzes und Vertriebs von Kinder- und Tierpornografie inhaftiert. Am 1. Oktober 2013 verkündete die Band über ihre Facebook-Seite ihre Auflösung – unterzeichnet von jedem Bandmitglied außer Watkins. Am 26. November, kurz vor Beginn des Hauptverfahrens vor einem Gericht in Cardiff, gestand Watkins den sexuellen Missbrauch von Kindern. Am 18. Dezember 2013 wurde Watkins wegen Kindesmissbrauchs in mehreren Fällen und der versuchten Vergewaltigung eines Babys zu 35 Jahren Haft verurteilt.
Die ehemaligen Bandmitglieder mit Ausnahme von Watkins fanden sich 2014 mit Sänger Geoff Rickly (vorher bei Thursday) zur Band No Devotion zusammen.

## Mitglieder

### Ian Watkins
Ian David Carslick Watkins (* 30. Juli 1977 in Merthyr Tydfil, Wales) war Sänger und Gründungsmitglied der Band. Im Alter von 14 Jahren begann er Schlagzeug zu spielen. Zusammen mit Bandkollege Mike Lewis spielte er in der Band Public Disturbance. Er selbst sagt, er wäre lieber der Drummer bei Lostprophets geworden, jedoch wollte bei Gründung der Band niemand den Part des Sängers übernehmen. Er hat einen Abschluss in Grafikdesign an der Universität von Wales und hatte auch in der Branche gearbeitet, bevor er seinen Beruf zugunsten seiner Musikkarriere aufgab.

#### Verurteilung wegen sexuellen Missbrauchs von Kindern
Im Jahr 2012 wurde Watkins aufgrund des Vorwurfs des Kindesmissbrauchs verhaftet. Am 26. November 2013 erfolgte nach Geständnis der versuchten Vergewaltigung einer unter 13-jährigen sowie des sexuellen Übergriffes auf Minderjährige in drei Fällen und des Besitzes von Kinder- und Tierpornographie die Verurteilung zu 35 Jahren Haft, von denen nur sechs zur Bewährung ausgesetzt wurden. Er hat zugegeben, ein entschlossener und überzeugter Pädophiler zu sein, sagte der Anklagevertreter damals vor Gericht.
Der Richter attestierte dem Musiker, fast komplett frei von Reue zu sein.
Ein Gnadengesuch ist frühestens nach Verbüßung von zwei Dritteln der Strafe möglich. Zwei mitangeklagte Frauen, die Watkins ihre Babys für die Missbräuche überlassen hatten, wurden zu 14 und 17 Jahren Haft verurteilt. Untersuchungen laufen, ob Watkins weitere Straftaten in den USA und Deutschland begangen hat. Im Oktober 2017 wurde bekannt, dass er selbst im Gefängnis noch versucht haben soll, junge Mütter für sich zu gewinnen. Im August 2019 wurde er wegen illegalen Besitzes eines Mobiltelefons im Gefängnis zu einer Haftverlängerung von 10 Monaten verurteilt. Am 5. August 2023 wurde Watkins im His Majesty's Gefängnis Wakefield von Mitgefangenen niedergestochen und lebensbedrohlich verletzt.

### Jamie Oliver
Richard James Oliver (* 16. Juli 1977) ist der Keyboarder der Band. Vor Lostprophets studierte er Kunst an der Bristol University.

### Stuart Richardson
Stuart Richardson III (* 15. August 1973 in Ferndale, Wales) übernahm 1999 Mike Lewis' Stelle als Bassgitarrist.

### Lee Gaze
Lee James Gaze (* 21. Mai 1979 in Pontypridd, Wales) ist Leadgitarrist und ein Gründungsmitglied. So wie Lewis lebt er den Straight-Edge-Lebensstil.

### Mike Lewis
Mike Richard Lewis (* 17. August 1977 in Pontypridd, Wales) studierte vor Gründung der Band ein Jahr lang Bauingenieurwesen. Er wechselte 1999 vom Bassisten zum Rhythmusgitarristen.

### Luke Johnson
Luke Anthony Johnson (* 11. März 1981 in Redditch, England) spielte vor Lostprophets in zahlreichen anderen Bands. Unter anderem bei Amen und Beat Union, bevor er 2009 offiziell Drummer bei Lostprophets wurde.

## Diskografie

### Alben
| Jahr | Titel                      | Höchstplatzierung, Gesamtwochen, AuszeichnungChartplatzierungen (Jahr, Titel, Platzierungen, Wochen, Auszeichnungen, Anmerkungen) | Höchstplatzierung, Gesamtwochen, AuszeichnungChartplatzierungen (Jahr, Titel, Platzierungen, Wochen, Auszeichnungen, Anmerkungen) | Höchstplatzierung, Gesamtwochen, AuszeichnungChartplatzierungen (Jahr, Titel, Platzierungen, Wochen, Auszeichnungen, Anmerkungen) | Höchstplatzierung, Gesamtwochen, AuszeichnungChartplatzierungen (Jahr, Titel, Platzierungen, Wochen, Auszeichnungen, Anmerkungen) | Höchstplatzierung, Gesamtwochen, AuszeichnungChartplatzierungen (Jahr, Titel, Platzierungen, Wochen, Auszeichnungen, Anmerkungen) | Anmerkungen |
| Jahr | Titel                      | DE | AT | CH | UK | US | Anmerkungen |
| ---- | -------------------------- | --- | --- | --- | --- | --- | ----------- |
| 2000 | The Fake Sound of Progress | — | — | — | UK44 Gold · (17 Wo.)UK | US186 (1 Wo.)US |             |
| 2004 | Start Something            | DE51 (10 Wo.)DE | AT60 (4 Wo.)AT | — | UK4 Platin · (40 Wo.)UK | US33 Gold · (37 Wo.)US |             |
| 2006 | Liberation Transmission    | DE31 (4 Wo.)DE | AT44 (4 Wo.)AT | CH34 (4 Wo.)CH | UK1 Platin · (18 Wo.)UK | US33 (8 Wo.)US |             |
| 2010 | The Betrayed               | DE90 (1 Wo.)DE | — | — | UK3 Gold · (6 Wo.)UK | — |             |
| 2012 | Weapons                    | DE86 (1 Wo.)DE | AT74 (1 Wo.)AT | — | UK9 (5 Wo.)UK | US145 (1 Wo.)US |             |

Weitere Alben
- 2001: The Fake Sound of Progress (Remixed)

### Singles
| Jahr | Titel Album                                                           | Höchstplatzierung, Gesamtwochen, AuszeichnungChartplatzierungen (Jahr, Titel, Album, Platzierungen, Wochen, Auszeichnungen, Anmerkungen) | Höchstplatzierung, Gesamtwochen, AuszeichnungChartplatzierungen (Jahr, Titel, Album, Platzierungen, Wochen, Auszeichnungen, Anmerkungen) | Höchstplatzierung, Gesamtwochen, AuszeichnungChartplatzierungen (Jahr, Titel, Album, Platzierungen, Wochen, Auszeichnungen, Anmerkungen) | Höchstplatzierung, Gesamtwochen, AuszeichnungChartplatzierungen (Jahr, Titel, Album, Platzierungen, Wochen, Auszeichnungen, Anmerkungen) | Höchstplatzierung, Gesamtwochen, AuszeichnungChartplatzierungen (Jahr, Titel, Album, Platzierungen, Wochen, Auszeichnungen, Anmerkungen) | Anmerkungen |
| Jahr | Titel Album                                                           | DE | AT | CH | UK | US | Anmerkungen |
| ---- | --------------------------------------------------------------------- | --- | --- | --- | --- | --- | ----------- |
| 2001 | Shinobi vs. Dragon Ninja The Fake Sound of Progress                   | — | — | — | UK41 (2 Wo.)UK | — |             |
| 2002 | The Fake Sound of Progress                                            | — | — | — | UK21 (3 Wo.)UK | — |             |
| 2003 | Burn Burn Start Something                                             | DE81 (4 Wo.)DE | — | — | UK17 (3 Wo.)UK | — |             |
| 2004 | Last Train Home Start Something                                       | DE48 (7 Wo.)DE | — | — | UK8 (9 Wo.)UK | US75 (6 Wo.)US |             |
| 2004 | Wake Up (Make a Move) Start Something                                 | — | — | — | UK18 (4 Wo.)UK | — |             |
| 2004 | Last Summer Start Something                                           | — | — | — | UK13 (5 Wo.)UK | — |             |
| 2004 | Goodbye Tonight Start Something                                       | — | — | — | UK42 (2 Wo.)UK | — |             |
| 2006 | Rooftops (A Liberation Broadcast) Liberation Transmission             | — | — | — | UK8 Silber · (14 Wo.)UK | — |             |
| 2006 | A Town Called Hypocrisy Liberation Transmission                       | — | — | — | UK23 (7 Wo.)UK | — |             |
| 2006 | Can't Catch Tomorrow Liberation Transmission                          | — | — | — | UK35 (4 Wo.)UK | — |             |
| 2007 | 4:AM Forever Liberation Transmission                                  | — | — | — | UK34 (2 Wo.)UK | — |             |
| 2009 | It’s Not the End of the World But I Can See It from Here The Betrayed | — | — | — | UK16 (3 Wo.)UK | — |             |
| 2010 | Where We Belong The Betrayed                                          | — | — | — | UK32 (5 Wo.)UK | — |             |
| 2010 | For He’s a Jolly Good Fellow The Betrayed                             | — | — | — | UK99 (1 Wo.)UK | — |             |

### EPs
- 1997: Here Comes the Party
- 1998: Para Todas Las Putas Celosas
- 1999: The Fake Sound of Progress (Demo-EP)
- 2003: Burn Burn
- 2003: Last Train Home
- 2004: Last Summer
- 2006: Can’t Catch Tomorrow (Good Shoes Won’t Save You This Time)